# Jagrehnia idonea
Jagrehnia idonea är en kackerlacksart som först beskrevs av Rehn, J. A. G. 1937.  Jagrehnia idonea ingår i släktet Jagrehnia och familjen jättekackerlackor.
Artens utbredningsområde är Madagaskar. Inga underarter finns listade i Catalogue of Life.